# StEG II 581
Die StEG II 581 war eine Schlepptenderlokomotive der Staats-Eisenbahn-Gesellschaft (StEG), einer privaten Eisenbahngesellschaft Österreich-Ungarns.
Die Maschine wurde von der StEG bei der eigenen Lokomotivfabrik in Auftrag gegeben, kam aber unmittelbar nach ihrer Lieferung 1892 an die MÁV, bei der sie die Bezeichnung IIIn 3089 erhielt.
Das Fahrzeug stellte den Versuch dar, bei den dreifach gekuppelten Lokomotiven, die sowohl bei Güter- als auch bei Personenzügen Verwendung finden sollten, die Verbundwirkung mit drei Zylindern zu realisieren.
Alle drei Zylinder wirkten auf die zweite, gekröpfte Treibachse.
Das Einzelstück wurde bereits vor 1911 ausgemustert, sodass wohl davon ausgegangen werden kann, dass es sich nicht bewährte.